# Deutsche Fußball-Amateurmeisterschaft 1979
Deutscher Fußball-Amateurmeister 1979 wurde der ESV Ingolstadt-Ringsee. In den Finalspielen setzten sie sich mit 4:1 und 0:1 gegen Hertha Zehlendorf durch.

## Teilnehmende Mannschaften
In diesem Jahr gab es Direktaufsteiger in die 2. Bundesliga, dadurch nahmen alle Meister der acht Oberliga-Staffeln aus der Saison 1978/79 am Wettbewerb um die deutsche Amateurmeisterschaft teil.
| Mannschaften | Mannschaften            | Ligen Saison 1978/79       |
|              | OSV Hannover            | Oberliga Nord              |
|              | FC Hertha 03 Zehlendorf | Oberliga Berlin            |
|              | SC Herford              | Oberliga Westfalen         |
|              | Rot-Weiß Oberhausen     | Oberliga Nordrhein         |
|              | VfR OLI Bürstadt        | Oberliga Hessen            |
|              | SV Röchling Völklingen  | Oberliga Südwest           |
|              | SSV Ulm 1846            | Oberliga Baden-Württemberg |
|              | ESV Ingolstadt-Ringsee  | Bayernliga                 |

## 1. Runde
Hinspiele:  Mi/Do 13./14.06.     Rückspiele:  So 17.06.
|                         | Gesamt |                     | Hinspiel | Rückspiel |
| ----------------------- | ------ | ------------------- | -------- | --------- |
| ESV Ingolstadt          | 3:1    | VfR OLI Bürstadt    | 2:0      | 1:1       |
| FC Hertha 03 Zehlendorf | 8:2    | SC Herford          | 7:2      | 1:0       |
| SV Röchling Völklingen  | 1:3    | OSV Hannover        | 0:1      | 1:2       |
| SSV Ulm 1846            | 1:5    | Rot-Weiß Oberhausen | 1:3      | 0:2       |

## Halbfinale
Hinspiele: Mi 20.06.     Rückspiele: So 24.06.
|                     | Gesamt |                         | Hinspiel | Rückspiel |
| ------------------- | ------ | ----------------------- | -------- | --------- |
| Rot-Weiß Oberhausen | 1:6    | FC Hertha 03 Zehlendorf | 1:2      | 0:4       |
| ESV Ingolstadt      | 6:3    | OSV Hannover            | 5:0      | 1:3       |

## Finale

### Hinspiel
| ESV Ingolstadt                                         | ESV Ingolstadt | FC Hertha 03 Zehlendorf | FC Hertha 03 Zehlendorf |
| ------------------------------------------------------ | --- | --- | ----------------------- |
| ESV Ingolstadt                                         | \| Mittwoch, 27. Juni 1979 in Ingolstadt (ESV-Stadion) \| \| Ergebnis: 4:1 (3:0) \| \| Zuschauer: 2.500 \| \| Schiedsrichter: Heinz Quindeau (Ludwigshafen am Rhein) \|                                                                 | \| Mittwoch, 27. Juni 1979 in Ingolstadt (ESV-Stadion) \| \| Ergebnis: 4:1 (3:0) \| \| Zuschauer: 2.500 \| \| Schiedsrichter: Heinz Quindeau (Ludwigshafen am Rhein) \|                                                  | FC Hertha 03 Zehlendorf |
| ESV Ingolstadt                                         | Heinz Mahr – Walter Ziegelmeier – Michael Richthammer, Werner Michalka, Norbert Hartmann – Walter Mühldorfer (58. Gerhard Fischer), Peter Krzyzanowski, Horst Pohl – Herfried Ruhs, Josef Bittl, Gustav Jung Spielertrainer: Horst Pohl | Michael Steinert – Frank Loder – Robert Jüttner, Detlef Beese, Reinhard Gröger – Ralf Lehmann, Peyami Yayla, Dieter Wimmer, Peter Harth (46. Lutz Sendrowski) – Andreas John, Immanuel Bieder Cheftrainer: Wolfgang John | FC Hertha 03 Zehlendorf |
| ESV Ingolstadt                                         | 1:0 Josef Bittl (2.) 2:0 Josef Bittl (6.) 3:0 Gustav Jung (24.) 4:1 Herfried Ruhs (55.) | 3:1 Ralf Lehmann (49.) | FC Hertha 03 Zehlendorf |
| ESV Ingolstadt                                         | Zeitstrafe (10min) : Richthammer (45.) | | FC Hertha 03 Zehlendorf |
| Mittwoch, 27. Juni 1979 in Ingolstadt (ESV-Stadion)    | | |                         |
| Ergebnis: 4:1 (3:0)                                    | | |                         |
| Zuschauer: 2.500                                       | | |                         |
| Schiedsrichter: Heinz Quindeau (Ludwigshafen am Rhein) | | |                         |

### Rückspiel
| FC Hertha 03 Zehlendorf                                            | FC Hertha 03 Zehlendorf | ESV Ingolstadt | ESV Ingolstadt |
| ------------------------------------------------------------------ | --- | --- | -------------- |
| FC Hertha 03 Zehlendorf                                            | \| Samstag, 30. Juni 1979 in Berlin-Zehlendorf (Ernst-Reuter-Stadion) \| \| Ergebnis: 1:0 (1:0) \| \| Zuschauer: 3.600 \| \| Schiedsrichter: Volker Roth (Salzgitter) \|                                                                    | \| Samstag, 30. Juni 1979 in Berlin-Zehlendorf (Ernst-Reuter-Stadion) \| \| Ergebnis: 1:0 (1:0) \| \| Zuschauer: 3.600 \| \| Schiedsrichter: Volker Roth (Salzgitter) \|                                                              | ESV Ingolstadt |
| FC Hertha 03 Zehlendorf                                            | Michael Steinert – Frank Loder – Robert Jüttner, Detlef Beese, Reinhard Gröger – Lutz Sendrowski (62. Peter Harth), Peyami Yayla (55. Andreas Vogt), Ralf Lehmann – Dieter Wimmer, Andreas John, Immanuel Bieder Cheftrainer: Wolfgang John | Heinz Mahr – Walter Ziegelmeier – Werner Michalka, Michael Richthammer, Walter Mühldorfer – Horst Pohl, Norbert Hartmann, Peter Krzyzanowski – Herfried Ruhs, Josef Bittl, Gustav Jung (58. Josef Stadler) Spielertrainer: Horst Pohl | ESV Ingolstadt |
| FC Hertha 03 Zehlendorf                                            | 1:0 Ralf Lehmann (45.) | | ESV Ingolstadt |
| FC Hertha 03 Zehlendorf                                            | Richthammer | | ESV Ingolstadt |
| Samstag, 30. Juni 1979 in Berlin-Zehlendorf (Ernst-Reuter-Stadion) | | |                |
| Ergebnis: 1:0 (1:0)                                                | | |                |
| Zuschauer: 3.600                                                   | | |                |
| Schiedsrichter: Volker Roth (Salzgitter)                           | | |                |